# 栃木県中学校一覧
| 総数                         | 159校・2分校     |
| 国立                         | 1校              |
| 公立                         | 149校・2分校     |
| 私立                         | 9校              |
| 教育委員会所在地             | 〒320-8501       |
| 栃木県宇都宮市塙田一丁目1-20 |                  |
| 公式サイト                   | 栃木県教育委員会 |

栃木県中学校一覧（とちぎけんちゅうがっこういちらん）は、栃木県の中学校の一覧。

## 国立中学校
- 宇都宮大学共同教育学部附属中学校

## 公立中学校および義務教育学校

### 宇都宮市

#### 県立
- 栃木県立宇都宮東高等学校附属中学校

#### 市立
- 宇都宮市立一条中学校
- 宇都宮市立陽北中学校
- 宇都宮市立旭中学校
- 宇都宮市立陽南中学校
- 宇都宮市立陽西中学校
- 宇都宮市立星が丘中学校
- 宇都宮市立陽東中学校
- 宇都宮市立泉が丘中学校
- 宇都宮市立宮の原中学校
- 宇都宮市立清原中学校
- 宇都宮市立横川中学校
- 宇都宮市立瑞穂野中学校
- 宇都宮市立豊郷中学校
- 宇都宮市立国本中学校
- 宇都宮市立城山中学校
- 宇都宮市立晃陽中学校
- 宇都宮市立姿川中学校
- 宇都宮市立雀宮中学校
- 宇都宮市立鬼怒中学校
- 宇都宮市立宝木中学校
- 宇都宮市立若松原中学校
- 宇都宮市立上河内中学校
- 宇都宮市立古里中学校
- 宇都宮市立田原中学校
- 宇都宮市立河内中学校

### 足利市
- 足利市立第一中学校
- 足利市立第二中学校
- 足利市立第三中学校
- 足利市立毛野中学校
- 足利市立山辺中学校
- 足利市立西中学校
- 足利市立北中学校
- 足利市立富田中学校
- 足利市立協和中学校
- 足利市立愛宕台中学校
- 足利市立坂西中学校

### 栃木市
- 栃木市立栃木東中学校
- 栃木市立栃木西中学校
- 栃木市立栃木南中学校
- 栃木市立東陽中学校
- 栃木市立皆川中学校
- 栃木市立吹上中学校
- 栃木市立寺尾中学校
- 栃木市立都賀中学校
- 栃木市立西方中学校
- 栃木市立大平中学校
- 栃木市立大平南中学校
- 栃木市立藤岡中学校
- 栃木市立岩舟中学校

### 佐野市

#### 県立
- 栃木県立佐野高等学校附属中学校

#### 市立
- 佐野市立城東中学校
- 佐野市立西中学校
- 佐野市立南中学校
- 佐野市立北中学校
- 佐野市立赤見中学校
- 佐野市立田沼東中学校
- 佐野市立あそ野義務教育学校
- 佐野市立葛生義務教育学校

### 鹿沼市
- 鹿沼市立東中学校
- 鹿沼市立西中学校
- 鹿沼市立北中学校
- 鹿沼市立北犬飼中学校
- 鹿沼市立北押原中学校
- 鹿沼市立加蘇中学校
- 鹿沼市立板荷中学校
- 鹿沼市立南摩中学校
- 鹿沼市立南押原中学校
- 鹿沼市立粟野中学校

### 日光市
- 日光市立日光中学校
- 日光市立中宮祠中学校
- 日光市立今市中学校
- 日光市立東原中学校
- 日光市立落合中学校
- 日光市立豊岡中学校
- 日光市立大沢中学校
- 日光市立小林中学校
- 日光市立足尾中学校
- 日光市立藤原中学校
- 日光市立三依中学校
- 日光市立湯西川中学校

### 小山市
- 小山市立小山中学校
- 小山市立小山第二中学校
- 小山市立小山第三中学校
- 小山市立小山城南中学校
- 小山市立大谷中学校
- 小山市立間々田中学校
- 小山市立乙女中学校
- 小山市立豊田中学校
- 小山市立美田中学校
- 小山市立桑中学校
- 小山市立絹義務教育学校

### 真岡市
- 真岡市立真岡中学校
- 真岡市立真岡東中学校
- 真岡市立真岡西中学校
- 真岡市立大内中学校
- 真岡市立山前中学校
- 真岡市立中村中学校
- 真岡市立長沼中学校
- 真岡市立久下田中学校
- 真岡市立物部中学校

### 大田原市
- 大田原市立大田原中学校
- 大田原市立若草中学校
- 大田原市立親園中学校
- 大田原市立金田北中学校
- 大田原市立金田南中学校
  - 大田原市立金田南中学校北金丸分校
- 大田原市立野崎中学校
- 大田原市立湯津上中学校
- 大田原市立黒羽中学校

### 矢板市

#### 県立
- 栃木県立矢板東高等学校附属中学校

#### 市立
- 矢板市立矢板中学校
  - 矢板市立矢板中学校沢分校
- 矢板市立片岡中学校

### 那須塩原市
- 那須塩原市立黒磯中学校
- 那須塩原市立黒磯北中学校
- 那須塩原市立厚崎中学校
- 那須塩原市立日新中学校
- 那須塩原市立東那須野中学校
- 那須塩原市立高林中学校
- 那須塩原市立三島中学校
- 那須塩原市立西那須野中学校
- 那須塩原市立箒根学園
- 那須塩原市立塩原小中学校（義務教育学校）

### さくら市
- さくら市立氏家中学校
- さくら市立喜連川中学校

### 那須烏山市
- 那須烏山市立烏山中学校
- 那須烏山市立南那須中学校

### 下野市
- 下野市立国分寺中学校
- 下野市立南河内小中学校
- 下野市立南河内第二中学校
- 下野市立石橋中学校

### 河内郡
- 上三川町立本郷中学校
- 上三川町立上三川中学校
- 上三川町立明治中学校

### 芳賀郡
- 益子町立田野中学校
- 益子町立益子中学校
- 益子町立七井中学校
- 茂木町立茂木中学校
- 芳賀町立芳賀中学校
- 市貝町立市貝中学校

### 下都賀郡
- 壬生町立壬生中学校
- 壬生町立南犬飼中学校
- 野木町立野木中学校
- 野木町立野木第二中学校

### 塩谷郡
- 塩谷町立塩谷中学校
- 高根沢町立阿久津中学校
- 高根沢町立北高根沢中学校

### 那須郡
- 那須町立那須中央中学校
- 那須町立那須中学校
- 那珂川町立馬頭中学校
- 那珂川町立小川中学校

## 私立中学校および中等教育学校
- 作新学院中等部
- 宇都宮短期大学附属中学校
- 星の杜中学校
- 文星芸術大学附属中学校
- 國學院大學栃木中学校
- 白鷗大学足利中学校
- 佐野日本大学中等教育学校
- 幸福の科学学園中学校